# Cumanacoa (paroisse civile)
Pour les articles homonymes, voir Cumanacoa.
Cumanacoa est l'une des six paroisses civiles de la municipalité de Montes dans l'État de Sucre au Venezuela. Sa capitale est Cumanacoa, chef-lieu de la municipalité.